# Галицкий, Александр Васильевич
Алекса́ндр Васи́льевич Га́лицкий (21 февраля 1863, Русские Краи, Вятская губерния — 18 ноября 1921, Саратов) — русский шахматный композитор-проблемист и шахматный теоретик.

## Биография
Родился 5 марта (21 февраля по юлианскому календарю) 1863 года в селе Русские Краи Яранского уезда в семье потомственного сельского священника Василия Петровича Галицкого. С 1884 по 1889 год учился на медицинском факультете Казанского университета, а затем в течение более тридцати лет работал врачом:
- 1889—1899, Казанская губерния, село Сихтерма Спасского уезда,
- 1899—1903, Вятская губерния, село Суна Нолинского уезда,
- 1904—1918, Саратовская губерния, село Синенькие Саратовского уезда,
- 1918—1921, Саратов.

## Творческий путь
В 1886 году он начал заниматься составлением задач и впервые принял участие в конкурсе журнала «Радуга». За всю насыщенную творческую жизнь он напечатал 1860 задач и свыше тысячи остались неопубликованными. Галицкий никогда не стремился участвовать в соревнованиях. Всего 30 работ мастера удостоились отличий, в том числе 10 из них получили первые призы.
Главным он считал популяризацию любимого искусства, нахождение истины в зарождающейся истории шахматной композиции.

Публикации Александра Галицкого по теории шахматной композиции актуальны и ценны до настоящего времени. Такие статьи, как «К теории составления задач», «О различном выражении одинаковых идей в шахматных задачах», «Об осложнении идей в шахматных задачах», а также выступления по окончании конкурсов и дискуссионные заметки были яркие, эмоциональные, острые и современные. В статье «Основные положения искусства шахматных задач» Александр Галицкий писал: 
Первым условием для задачи является присутствие в ней некоторой остроумной идеи, которая может заключаться или в матовых положениях или в ходах белых и черных фигур. Для задачи, как произведения искусства, недостаточно одной наличности в ней хорошей идеи, богатого содержания, необходимо, чтобы это содержание воплотилось бы в художественную форму, то есть было выражено в достаточной мере ярко и выпукло, чтобы положенная в основу задачи идея получила в ней преобладающее значение.
На произведениях Александра Галицкого можно составить учебно-познавательное пособие, многие его задачи содержат парадоксальную, оригинальную идею, выраженную в экономичной, идеальной форме.

### Шахматный Гейне
В конце XIX века известный шведский композитор Юхан Рос назвал Александра Галицкого «Шахматным Гейне». Это определение в 1928 году вынес в название своей статьи о творчестве Галицкого ленинградский проблемист И. Каценеленбоген:

Мастер небольших полотен, он подобно Гейне в литературе, пользуется яркими красками мысли. Как и Гейне, он, если возможно такое сравнение, свой шахматный романтизм переплетает изящными цветами остроумия и неизменными маленькими шипами иронии [...] Малый жанр, легкие фигуры в пешечном окружении и яркий замысел плюс безукоризненное пользование материалом — вот что составляет т.н. «стиль Галицкого».— Каценеленбоген И. Д. Шахматный Гейне. Памяти д-ра А. В. Галицкого
Наиболее полно биография и шахматное творчество Галицкого представлены в 3-томной монографии К. Урусова и Е. Фомичева «Александр Галицкий — шахматный Гейне», изданной в 2010 (1-2 тома) и 2014 годах (3-й том).

## Задачи
|   | a | b | c | d | e | f | g | h |   |
| - | --- | --- | --- | --- | --- | --- | --- | --- | - |
| 8 | a8 чёрный конь · c8 чёрная ладья · e7 белый конь · b6 чёрная пешка · b5 чёрная пешка · d5 белая пешка · b4 белый слон · c4 белая пешка · d4 чёрный король · e4 чёрная пешка · a3 белый конь · e3 чёрный конь · e2 белая пешка · h2 белый ферзь · h1 белый король | a8 чёрный конь · c8 чёрная ладья · e7 белый конь · b6 чёрная пешка · b5 чёрная пешка · d5 белая пешка · b4 белый слон · c4 белая пешка · d4 чёрный король · e4 чёрная пешка · a3 белый конь · e3 чёрный конь · e2 белая пешка · h2 белый ферзь · h1 белый король | a8 чёрный конь · c8 чёрная ладья · e7 белый конь · b6 чёрная пешка · b5 чёрная пешка · d5 белая пешка · b4 белый слон · c4 белая пешка · d4 чёрный король · e4 чёрная пешка · a3 белый конь · e3 чёрный конь · e2 белая пешка · h2 белый ферзь · h1 белый король | a8 чёрный конь · c8 чёрная ладья · e7 белый конь · b6 чёрная пешка · b5 чёрная пешка · d5 белая пешка · b4 белый слон · c4 белая пешка · d4 чёрный король · e4 чёрная пешка · a3 белый конь · e3 чёрный конь · e2 белая пешка · h2 белый ферзь · h1 белый король | a8 чёрный конь · c8 чёрная ладья · e7 белый конь · b6 чёрная пешка · b5 чёрная пешка · d5 белая пешка · b4 белый слон · c4 белая пешка · d4 чёрный король · e4 чёрная пешка · a3 белый конь · e3 чёрный конь · e2 белая пешка · h2 белый ферзь · h1 белый король | a8 чёрный конь · c8 чёрная ладья · e7 белый конь · b6 чёрная пешка · b5 чёрная пешка · d5 белая пешка · b4 белый слон · c4 белая пешка · d4 чёрный король · e4 чёрная пешка · a3 белый конь · e3 чёрный конь · e2 белая пешка · h2 белый ферзь · h1 белый король | a8 чёрный конь · c8 чёрная ладья · e7 белый конь · b6 чёрная пешка · b5 чёрная пешка · d5 белая пешка · b4 белый слон · c4 белая пешка · d4 чёрный король · e4 чёрная пешка · a3 белый конь · e3 чёрный конь · e2 белая пешка · h2 белый ферзь · h1 белый король | a8 чёрный конь · c8 чёрная ладья · e7 белый конь · b6 чёрная пешка · b5 чёрная пешка · d5 белая пешка · b4 белый слон · c4 белая пешка · d4 чёрный король · e4 чёрная пешка · a3 белый конь · e3 чёрный конь · e2 белая пешка · h2 белый ферзь · h1 белый король | 8 |
| 7 | a8 чёрный конь · c8 чёрная ладья · e7 белый конь · b6 чёрная пешка · b5 чёрная пешка · d5 белая пешка · b4 белый слон · c4 белая пешка · d4 чёрный король · e4 чёрная пешка · a3 белый конь · e3 чёрный конь · e2 белая пешка · h2 белый ферзь · h1 белый король | a8 чёрный конь · c8 чёрная ладья · e7 белый конь · b6 чёрная пешка · b5 чёрная пешка · d5 белая пешка · b4 белый слон · c4 белая пешка · d4 чёрный король · e4 чёрная пешка · a3 белый конь · e3 чёрный конь · e2 белая пешка · h2 белый ферзь · h1 белый король | a8 чёрный конь · c8 чёрная ладья · e7 белый конь · b6 чёрная пешка · b5 чёрная пешка · d5 белая пешка · b4 белый слон · c4 белая пешка · d4 чёрный король · e4 чёрная пешка · a3 белый конь · e3 чёрный конь · e2 белая пешка · h2 белый ферзь · h1 белый король | a8 чёрный конь · c8 чёрная ладья · e7 белый конь · b6 чёрная пешка · b5 чёрная пешка · d5 белая пешка · b4 белый слон · c4 белая пешка · d4 чёрный король · e4 чёрная пешка · a3 белый конь · e3 чёрный конь · e2 белая пешка · h2 белый ферзь · h1 белый король | a8 чёрный конь · c8 чёрная ладья · e7 белый конь · b6 чёрная пешка · b5 чёрная пешка · d5 белая пешка · b4 белый слон · c4 белая пешка · d4 чёрный король · e4 чёрная пешка · a3 белый конь · e3 чёрный конь · e2 белая пешка · h2 белый ферзь · h1 белый король | a8 чёрный конь · c8 чёрная ладья · e7 белый конь · b6 чёрная пешка · b5 чёрная пешка · d5 белая пешка · b4 белый слон · c4 белая пешка · d4 чёрный король · e4 чёрная пешка · a3 белый конь · e3 чёрный конь · e2 белая пешка · h2 белый ферзь · h1 белый король | a8 чёрный конь · c8 чёрная ладья · e7 белый конь · b6 чёрная пешка · b5 чёрная пешка · d5 белая пешка · b4 белый слон · c4 белая пешка · d4 чёрный король · e4 чёрная пешка · a3 белый конь · e3 чёрный конь · e2 белая пешка · h2 белый ферзь · h1 белый король | a8 чёрный конь · c8 чёрная ладья · e7 белый конь · b6 чёрная пешка · b5 чёрная пешка · d5 белая пешка · b4 белый слон · c4 белая пешка · d4 чёрный король · e4 чёрная пешка · a3 белый конь · e3 чёрный конь · e2 белая пешка · h2 белый ферзь · h1 белый король | 7 |
| 6 | a8 чёрный конь · c8 чёрная ладья · e7 белый конь · b6 чёрная пешка · b5 чёрная пешка · d5 белая пешка · b4 белый слон · c4 белая пешка · d4 чёрный король · e4 чёрная пешка · a3 белый конь · e3 чёрный конь · e2 белая пешка · h2 белый ферзь · h1 белый король | a8 чёрный конь · c8 чёрная ладья · e7 белый конь · b6 чёрная пешка · b5 чёрная пешка · d5 белая пешка · b4 белый слон · c4 белая пешка · d4 чёрный король · e4 чёрная пешка · a3 белый конь · e3 чёрный конь · e2 белая пешка · h2 белый ферзь · h1 белый король | a8 чёрный конь · c8 чёрная ладья · e7 белый конь · b6 чёрная пешка · b5 чёрная пешка · d5 белая пешка · b4 белый слон · c4 белая пешка · d4 чёрный король · e4 чёрная пешка · a3 белый конь · e3 чёрный конь · e2 белая пешка · h2 белый ферзь · h1 белый король | a8 чёрный конь · c8 чёрная ладья · e7 белый конь · b6 чёрная пешка · b5 чёрная пешка · d5 белая пешка · b4 белый слон · c4 белая пешка · d4 чёрный король · e4 чёрная пешка · a3 белый конь · e3 чёрный конь · e2 белая пешка · h2 белый ферзь · h1 белый король | a8 чёрный конь · c8 чёрная ладья · e7 белый конь · b6 чёрная пешка · b5 чёрная пешка · d5 белая пешка · b4 белый слон · c4 белая пешка · d4 чёрный король · e4 чёрная пешка · a3 белый конь · e3 чёрный конь · e2 белая пешка · h2 белый ферзь · h1 белый король | a8 чёрный конь · c8 чёрная ладья · e7 белый конь · b6 чёрная пешка · b5 чёрная пешка · d5 белая пешка · b4 белый слон · c4 белая пешка · d4 чёрный король · e4 чёрная пешка · a3 белый конь · e3 чёрный конь · e2 белая пешка · h2 белый ферзь · h1 белый король | a8 чёрный конь · c8 чёрная ладья · e7 белый конь · b6 чёрная пешка · b5 чёрная пешка · d5 белая пешка · b4 белый слон · c4 белая пешка · d4 чёрный король · e4 чёрная пешка · a3 белый конь · e3 чёрный конь · e2 белая пешка · h2 белый ферзь · h1 белый король | a8 чёрный конь · c8 чёрная ладья · e7 белый конь · b6 чёрная пешка · b5 чёрная пешка · d5 белая пешка · b4 белый слон · c4 белая пешка · d4 чёрный король · e4 чёрная пешка · a3 белый конь · e3 чёрный конь · e2 белая пешка · h2 белый ферзь · h1 белый король | 6 |
| 5 | a8 чёрный конь · c8 чёрная ладья · e7 белый конь · b6 чёрная пешка · b5 чёрная пешка · d5 белая пешка · b4 белый слон · c4 белая пешка · d4 чёрный король · e4 чёрная пешка · a3 белый конь · e3 чёрный конь · e2 белая пешка · h2 белый ферзь · h1 белый король | a8 чёрный конь · c8 чёрная ладья · e7 белый конь · b6 чёрная пешка · b5 чёрная пешка · d5 белая пешка · b4 белый слон · c4 белая пешка · d4 чёрный король · e4 чёрная пешка · a3 белый конь · e3 чёрный конь · e2 белая пешка · h2 белый ферзь · h1 белый король | a8 чёрный конь · c8 чёрная ладья · e7 белый конь · b6 чёрная пешка · b5 чёрная пешка · d5 белая пешка · b4 белый слон · c4 белая пешка · d4 чёрный король · e4 чёрная пешка · a3 белый конь · e3 чёрный конь · e2 белая пешка · h2 белый ферзь · h1 белый король | a8 чёрный конь · c8 чёрная ладья · e7 белый конь · b6 чёрная пешка · b5 чёрная пешка · d5 белая пешка · b4 белый слон · c4 белая пешка · d4 чёрный король · e4 чёрная пешка · a3 белый конь · e3 чёрный конь · e2 белая пешка · h2 белый ферзь · h1 белый король | a8 чёрный конь · c8 чёрная ладья · e7 белый конь · b6 чёрная пешка · b5 чёрная пешка · d5 белая пешка · b4 белый слон · c4 белая пешка · d4 чёрный король · e4 чёрная пешка · a3 белый конь · e3 чёрный конь · e2 белая пешка · h2 белый ферзь · h1 белый король | a8 чёрный конь · c8 чёрная ладья · e7 белый конь · b6 чёрная пешка · b5 чёрная пешка · d5 белая пешка · b4 белый слон · c4 белая пешка · d4 чёрный король · e4 чёрная пешка · a3 белый конь · e3 чёрный конь · e2 белая пешка · h2 белый ферзь · h1 белый король | a8 чёрный конь · c8 чёрная ладья · e7 белый конь · b6 чёрная пешка · b5 чёрная пешка · d5 белая пешка · b4 белый слон · c4 белая пешка · d4 чёрный король · e4 чёрная пешка · a3 белый конь · e3 чёрный конь · e2 белая пешка · h2 белый ферзь · h1 белый король | a8 чёрный конь · c8 чёрная ладья · e7 белый конь · b6 чёрная пешка · b5 чёрная пешка · d5 белая пешка · b4 белый слон · c4 белая пешка · d4 чёрный король · e4 чёрная пешка · a3 белый конь · e3 чёрный конь · e2 белая пешка · h2 белый ферзь · h1 белый король | 5 |
| 4 | a8 чёрный конь · c8 чёрная ладья · e7 белый конь · b6 чёрная пешка · b5 чёрная пешка · d5 белая пешка · b4 белый слон · c4 белая пешка · d4 чёрный король · e4 чёрная пешка · a3 белый конь · e3 чёрный конь · e2 белая пешка · h2 белый ферзь · h1 белый король | a8 чёрный конь · c8 чёрная ладья · e7 белый конь · b6 чёрная пешка · b5 чёрная пешка · d5 белая пешка · b4 белый слон · c4 белая пешка · d4 чёрный король · e4 чёрная пешка · a3 белый конь · e3 чёрный конь · e2 белая пешка · h2 белый ферзь · h1 белый король | a8 чёрный конь · c8 чёрная ладья · e7 белый конь · b6 чёрная пешка · b5 чёрная пешка · d5 белая пешка · b4 белый слон · c4 белая пешка · d4 чёрный король · e4 чёрная пешка · a3 белый конь · e3 чёрный конь · e2 белая пешка · h2 белый ферзь · h1 белый король | a8 чёрный конь · c8 чёрная ладья · e7 белый конь · b6 чёрная пешка · b5 чёрная пешка · d5 белая пешка · b4 белый слон · c4 белая пешка · d4 чёрный король · e4 чёрная пешка · a3 белый конь · e3 чёрный конь · e2 белая пешка · h2 белый ферзь · h1 белый король | a8 чёрный конь · c8 чёрная ладья · e7 белый конь · b6 чёрная пешка · b5 чёрная пешка · d5 белая пешка · b4 белый слон · c4 белая пешка · d4 чёрный король · e4 чёрная пешка · a3 белый конь · e3 чёрный конь · e2 белая пешка · h2 белый ферзь · h1 белый король | a8 чёрный конь · c8 чёрная ладья · e7 белый конь · b6 чёрная пешка · b5 чёрная пешка · d5 белая пешка · b4 белый слон · c4 белая пешка · d4 чёрный король · e4 чёрная пешка · a3 белый конь · e3 чёрный конь · e2 белая пешка · h2 белый ферзь · h1 белый король | a8 чёрный конь · c8 чёрная ладья · e7 белый конь · b6 чёрная пешка · b5 чёрная пешка · d5 белая пешка · b4 белый слон · c4 белая пешка · d4 чёрный король · e4 чёрная пешка · a3 белый конь · e3 чёрный конь · e2 белая пешка · h2 белый ферзь · h1 белый король | a8 чёрный конь · c8 чёрная ладья · e7 белый конь · b6 чёрная пешка · b5 чёрная пешка · d5 белая пешка · b4 белый слон · c4 белая пешка · d4 чёрный король · e4 чёрная пешка · a3 белый конь · e3 чёрный конь · e2 белая пешка · h2 белый ферзь · h1 белый король | 4 |
| 3 | a8 чёрный конь · c8 чёрная ладья · e7 белый конь · b6 чёрная пешка · b5 чёрная пешка · d5 белая пешка · b4 белый слон · c4 белая пешка · d4 чёрный король · e4 чёрная пешка · a3 белый конь · e3 чёрный конь · e2 белая пешка · h2 белый ферзь · h1 белый король | a8 чёрный конь · c8 чёрная ладья · e7 белый конь · b6 чёрная пешка · b5 чёрная пешка · d5 белая пешка · b4 белый слон · c4 белая пешка · d4 чёрный король · e4 чёрная пешка · a3 белый конь · e3 чёрный конь · e2 белая пешка · h2 белый ферзь · h1 белый король | a8 чёрный конь · c8 чёрная ладья · e7 белый конь · b6 чёрная пешка · b5 чёрная пешка · d5 белая пешка · b4 белый слон · c4 белая пешка · d4 чёрный король · e4 чёрная пешка · a3 белый конь · e3 чёрный конь · e2 белая пешка · h2 белый ферзь · h1 белый король | a8 чёрный конь · c8 чёрная ладья · e7 белый конь · b6 чёрная пешка · b5 чёрная пешка · d5 белая пешка · b4 белый слон · c4 белая пешка · d4 чёрный король · e4 чёрная пешка · a3 белый конь · e3 чёрный конь · e2 белая пешка · h2 белый ферзь · h1 белый король | a8 чёрный конь · c8 чёрная ладья · e7 белый конь · b6 чёрная пешка · b5 чёрная пешка · d5 белая пешка · b4 белый слон · c4 белая пешка · d4 чёрный король · e4 чёрная пешка · a3 белый конь · e3 чёрный конь · e2 белая пешка · h2 белый ферзь · h1 белый король | a8 чёрный конь · c8 чёрная ладья · e7 белый конь · b6 чёрная пешка · b5 чёрная пешка · d5 белая пешка · b4 белый слон · c4 белая пешка · d4 чёрный король · e4 чёрная пешка · a3 белый конь · e3 чёрный конь · e2 белая пешка · h2 белый ферзь · h1 белый король | a8 чёрный конь · c8 чёрная ладья · e7 белый конь · b6 чёрная пешка · b5 чёрная пешка · d5 белая пешка · b4 белый слон · c4 белая пешка · d4 чёрный король · e4 чёрная пешка · a3 белый конь · e3 чёрный конь · e2 белая пешка · h2 белый ферзь · h1 белый король | a8 чёрный конь · c8 чёрная ладья · e7 белый конь · b6 чёрная пешка · b5 чёрная пешка · d5 белая пешка · b4 белый слон · c4 белая пешка · d4 чёрный король · e4 чёрная пешка · a3 белый конь · e3 чёрный конь · e2 белая пешка · h2 белый ферзь · h1 белый король | 3 |
| 2 | a8 чёрный конь · c8 чёрная ладья · e7 белый конь · b6 чёрная пешка · b5 чёрная пешка · d5 белая пешка · b4 белый слон · c4 белая пешка · d4 чёрный король · e4 чёрная пешка · a3 белый конь · e3 чёрный конь · e2 белая пешка · h2 белый ферзь · h1 белый король | a8 чёрный конь · c8 чёрная ладья · e7 белый конь · b6 чёрная пешка · b5 чёрная пешка · d5 белая пешка · b4 белый слон · c4 белая пешка · d4 чёрный король · e4 чёрная пешка · a3 белый конь · e3 чёрный конь · e2 белая пешка · h2 белый ферзь · h1 белый король | a8 чёрный конь · c8 чёрная ладья · e7 белый конь · b6 чёрная пешка · b5 чёрная пешка · d5 белая пешка · b4 белый слон · c4 белая пешка · d4 чёрный король · e4 чёрная пешка · a3 белый конь · e3 чёрный конь · e2 белая пешка · h2 белый ферзь · h1 белый король | a8 чёрный конь · c8 чёрная ладья · e7 белый конь · b6 чёрная пешка · b5 чёрная пешка · d5 белая пешка · b4 белый слон · c4 белая пешка · d4 чёрный король · e4 чёрная пешка · a3 белый конь · e3 чёрный конь · e2 белая пешка · h2 белый ферзь · h1 белый король | a8 чёрный конь · c8 чёрная ладья · e7 белый конь · b6 чёрная пешка · b5 чёрная пешка · d5 белая пешка · b4 белый слон · c4 белая пешка · d4 чёрный король · e4 чёрная пешка · a3 белый конь · e3 чёрный конь · e2 белая пешка · h2 белый ферзь · h1 белый король | a8 чёрный конь · c8 чёрная ладья · e7 белый конь · b6 чёрная пешка · b5 чёрная пешка · d5 белая пешка · b4 белый слон · c4 белая пешка · d4 чёрный король · e4 чёрная пешка · a3 белый конь · e3 чёрный конь · e2 белая пешка · h2 белый ферзь · h1 белый король | a8 чёрный конь · c8 чёрная ладья · e7 белый конь · b6 чёрная пешка · b5 чёрная пешка · d5 белая пешка · b4 белый слон · c4 белая пешка · d4 чёрный король · e4 чёрная пешка · a3 белый конь · e3 чёрный конь · e2 белая пешка · h2 белый ферзь · h1 белый король | a8 чёрный конь · c8 чёрная ладья · e7 белый конь · b6 чёрная пешка · b5 чёрная пешка · d5 белая пешка · b4 белый слон · c4 белая пешка · d4 чёрный король · e4 чёрная пешка · a3 белый конь · e3 чёрный конь · e2 белая пешка · h2 белый ферзь · h1 белый король | 2 |
| 1 | a8 чёрный конь · c8 чёрная ладья · e7 белый конь · b6 чёрная пешка · b5 чёрная пешка · d5 белая пешка · b4 белый слон · c4 белая пешка · d4 чёрный король · e4 чёрная пешка · a3 белый конь · e3 чёрный конь · e2 белая пешка · h2 белый ферзь · h1 белый король | a8 чёрный конь · c8 чёрная ладья · e7 белый конь · b6 чёрная пешка · b5 чёрная пешка · d5 белая пешка · b4 белый слон · c4 белая пешка · d4 чёрный король · e4 чёрная пешка · a3 белый конь · e3 чёрный конь · e2 белая пешка · h2 белый ферзь · h1 белый король | a8 чёрный конь · c8 чёрная ладья · e7 белый конь · b6 чёрная пешка · b5 чёрная пешка · d5 белая пешка · b4 белый слон · c4 белая пешка · d4 чёрный король · e4 чёрная пешка · a3 белый конь · e3 чёрный конь · e2 белая пешка · h2 белый ферзь · h1 белый король | a8 чёрный конь · c8 чёрная ладья · e7 белый конь · b6 чёрная пешка · b5 чёрная пешка · d5 белая пешка · b4 белый слон · c4 белая пешка · d4 чёрный король · e4 чёрная пешка · a3 белый конь · e3 чёрный конь · e2 белая пешка · h2 белый ферзь · h1 белый король | a8 чёрный конь · c8 чёрная ладья · e7 белый конь · b6 чёрная пешка · b5 чёрная пешка · d5 белая пешка · b4 белый слон · c4 белая пешка · d4 чёрный король · e4 чёрная пешка · a3 белый конь · e3 чёрный конь · e2 белая пешка · h2 белый ферзь · h1 белый король | a8 чёрный конь · c8 чёрная ладья · e7 белый конь · b6 чёрная пешка · b5 чёрная пешка · d5 белая пешка · b4 белый слон · c4 белая пешка · d4 чёрный король · e4 чёрная пешка · a3 белый конь · e3 чёрный конь · e2 белая пешка · h2 белый ферзь · h1 белый король | a8 чёрный конь · c8 чёрная ладья · e7 белый конь · b6 чёрная пешка · b5 чёрная пешка · d5 белая пешка · b4 белый слон · c4 белая пешка · d4 чёрный король · e4 чёрная пешка · a3 белый конь · e3 чёрный конь · e2 белая пешка · h2 белый ферзь · h1 белый король | a8 чёрный конь · c8 чёрная ладья · e7 белый конь · b6 чёрная пешка · b5 чёрная пешка · d5 белая пешка · b4 белый слон · c4 белая пешка · d4 чёрный король · e4 чёрная пешка · a3 белый конь · e3 чёрный конь · e2 белая пешка · h2 белый ферзь · h1 белый король | 1 |
|   | a | b | c | d | e | f | g | h |   |

Отважный подъём
1.Фb8!! — цугцванг
- 1. … Ке~ 2.Кf5# — правильный мат
- 1. … К:c4! 2.Кc2# — правильный мат
- 1. … Л:b8 (Л~) 2.Кc6# — правильный мат
- 1. … Лh8+! (Лc5, Лc7) 2.Ф:h8#
- 1. … b:c4 2.Kb5#
- 1. … Кc7 2.Кc6#

|   | a | b | c | d | e | f | g | h |   |
| - | --- | --- | --- | --- | --- | --- | --- | --- | - |
| 8 | c7 белый конь · f7 белый конь · b6 чёрный конь · d6 чёрная пешка · e6 белый ферзь · g6 чёрная пешка · b5 белый слон · c5 белая пешка · d4 чёрный король · f4 чёрный слон · a3 белая пешка · g3 чёрная пешка · b2 белая пешка · d2 чёрный конь · f2 белая пешка · g2 белый король | c7 белый конь · f7 белый конь · b6 чёрный конь · d6 чёрная пешка · e6 белый ферзь · g6 чёрная пешка · b5 белый слон · c5 белая пешка · d4 чёрный король · f4 чёрный слон · a3 белая пешка · g3 чёрная пешка · b2 белая пешка · d2 чёрный конь · f2 белая пешка · g2 белый король | c7 белый конь · f7 белый конь · b6 чёрный конь · d6 чёрная пешка · e6 белый ферзь · g6 чёрная пешка · b5 белый слон · c5 белая пешка · d4 чёрный король · f4 чёрный слон · a3 белая пешка · g3 чёрная пешка · b2 белая пешка · d2 чёрный конь · f2 белая пешка · g2 белый король | c7 белый конь · f7 белый конь · b6 чёрный конь · d6 чёрная пешка · e6 белый ферзь · g6 чёрная пешка · b5 белый слон · c5 белая пешка · d4 чёрный король · f4 чёрный слон · a3 белая пешка · g3 чёрная пешка · b2 белая пешка · d2 чёрный конь · f2 белая пешка · g2 белый король | c7 белый конь · f7 белый конь · b6 чёрный конь · d6 чёрная пешка · e6 белый ферзь · g6 чёрная пешка · b5 белый слон · c5 белая пешка · d4 чёрный король · f4 чёрный слон · a3 белая пешка · g3 чёрная пешка · b2 белая пешка · d2 чёрный конь · f2 белая пешка · g2 белый король | c7 белый конь · f7 белый конь · b6 чёрный конь · d6 чёрная пешка · e6 белый ферзь · g6 чёрная пешка · b5 белый слон · c5 белая пешка · d4 чёрный король · f4 чёрный слон · a3 белая пешка · g3 чёрная пешка · b2 белая пешка · d2 чёрный конь · f2 белая пешка · g2 белый король | c7 белый конь · f7 белый конь · b6 чёрный конь · d6 чёрная пешка · e6 белый ферзь · g6 чёрная пешка · b5 белый слон · c5 белая пешка · d4 чёрный король · f4 чёрный слон · a3 белая пешка · g3 чёрная пешка · b2 белая пешка · d2 чёрный конь · f2 белая пешка · g2 белый король | c7 белый конь · f7 белый конь · b6 чёрный конь · d6 чёрная пешка · e6 белый ферзь · g6 чёрная пешка · b5 белый слон · c5 белая пешка · d4 чёрный король · f4 чёрный слон · a3 белая пешка · g3 чёрная пешка · b2 белая пешка · d2 чёрный конь · f2 белая пешка · g2 белый король | 8 |
| 7 | c7 белый конь · f7 белый конь · b6 чёрный конь · d6 чёрная пешка · e6 белый ферзь · g6 чёрная пешка · b5 белый слон · c5 белая пешка · d4 чёрный король · f4 чёрный слон · a3 белая пешка · g3 чёрная пешка · b2 белая пешка · d2 чёрный конь · f2 белая пешка · g2 белый король | c7 белый конь · f7 белый конь · b6 чёрный конь · d6 чёрная пешка · e6 белый ферзь · g6 чёрная пешка · b5 белый слон · c5 белая пешка · d4 чёрный король · f4 чёрный слон · a3 белая пешка · g3 чёрная пешка · b2 белая пешка · d2 чёрный конь · f2 белая пешка · g2 белый король | c7 белый конь · f7 белый конь · b6 чёрный конь · d6 чёрная пешка · e6 белый ферзь · g6 чёрная пешка · b5 белый слон · c5 белая пешка · d4 чёрный король · f4 чёрный слон · a3 белая пешка · g3 чёрная пешка · b2 белая пешка · d2 чёрный конь · f2 белая пешка · g2 белый король | c7 белый конь · f7 белый конь · b6 чёрный конь · d6 чёрная пешка · e6 белый ферзь · g6 чёрная пешка · b5 белый слон · c5 белая пешка · d4 чёрный король · f4 чёрный слон · a3 белая пешка · g3 чёрная пешка · b2 белая пешка · d2 чёрный конь · f2 белая пешка · g2 белый король | c7 белый конь · f7 белый конь · b6 чёрный конь · d6 чёрная пешка · e6 белый ферзь · g6 чёрная пешка · b5 белый слон · c5 белая пешка · d4 чёрный король · f4 чёрный слон · a3 белая пешка · g3 чёрная пешка · b2 белая пешка · d2 чёрный конь · f2 белая пешка · g2 белый король | c7 белый конь · f7 белый конь · b6 чёрный конь · d6 чёрная пешка · e6 белый ферзь · g6 чёрная пешка · b5 белый слон · c5 белая пешка · d4 чёрный король · f4 чёрный слон · a3 белая пешка · g3 чёрная пешка · b2 белая пешка · d2 чёрный конь · f2 белая пешка · g2 белый король | c7 белый конь · f7 белый конь · b6 чёрный конь · d6 чёрная пешка · e6 белый ферзь · g6 чёрная пешка · b5 белый слон · c5 белая пешка · d4 чёрный король · f4 чёрный слон · a3 белая пешка · g3 чёрная пешка · b2 белая пешка · d2 чёрный конь · f2 белая пешка · g2 белый король | c7 белый конь · f7 белый конь · b6 чёрный конь · d6 чёрная пешка · e6 белый ферзь · g6 чёрная пешка · b5 белый слон · c5 белая пешка · d4 чёрный король · f4 чёрный слон · a3 белая пешка · g3 чёрная пешка · b2 белая пешка · d2 чёрный конь · f2 белая пешка · g2 белый король | 7 |
| 6 | c7 белый конь · f7 белый конь · b6 чёрный конь · d6 чёрная пешка · e6 белый ферзь · g6 чёрная пешка · b5 белый слон · c5 белая пешка · d4 чёрный король · f4 чёрный слон · a3 белая пешка · g3 чёрная пешка · b2 белая пешка · d2 чёрный конь · f2 белая пешка · g2 белый король | c7 белый конь · f7 белый конь · b6 чёрный конь · d6 чёрная пешка · e6 белый ферзь · g6 чёрная пешка · b5 белый слон · c5 белая пешка · d4 чёрный король · f4 чёрный слон · a3 белая пешка · g3 чёрная пешка · b2 белая пешка · d2 чёрный конь · f2 белая пешка · g2 белый король | c7 белый конь · f7 белый конь · b6 чёрный конь · d6 чёрная пешка · e6 белый ферзь · g6 чёрная пешка · b5 белый слон · c5 белая пешка · d4 чёрный король · f4 чёрный слон · a3 белая пешка · g3 чёрная пешка · b2 белая пешка · d2 чёрный конь · f2 белая пешка · g2 белый король | c7 белый конь · f7 белый конь · b6 чёрный конь · d6 чёрная пешка · e6 белый ферзь · g6 чёрная пешка · b5 белый слон · c5 белая пешка · d4 чёрный король · f4 чёрный слон · a3 белая пешка · g3 чёрная пешка · b2 белая пешка · d2 чёрный конь · f2 белая пешка · g2 белый король | c7 белый конь · f7 белый конь · b6 чёрный конь · d6 чёрная пешка · e6 белый ферзь · g6 чёрная пешка · b5 белый слон · c5 белая пешка · d4 чёрный король · f4 чёрный слон · a3 белая пешка · g3 чёрная пешка · b2 белая пешка · d2 чёрный конь · f2 белая пешка · g2 белый король | c7 белый конь · f7 белый конь · b6 чёрный конь · d6 чёрная пешка · e6 белый ферзь · g6 чёрная пешка · b5 белый слон · c5 белая пешка · d4 чёрный король · f4 чёрный слон · a3 белая пешка · g3 чёрная пешка · b2 белая пешка · d2 чёрный конь · f2 белая пешка · g2 белый король | c7 белый конь · f7 белый конь · b6 чёрный конь · d6 чёрная пешка · e6 белый ферзь · g6 чёрная пешка · b5 белый слон · c5 белая пешка · d4 чёрный король · f4 чёрный слон · a3 белая пешка · g3 чёрная пешка · b2 белая пешка · d2 чёрный конь · f2 белая пешка · g2 белый король | c7 белый конь · f7 белый конь · b6 чёрный конь · d6 чёрная пешка · e6 белый ферзь · g6 чёрная пешка · b5 белый слон · c5 белая пешка · d4 чёрный король · f4 чёрный слон · a3 белая пешка · g3 чёрная пешка · b2 белая пешка · d2 чёрный конь · f2 белая пешка · g2 белый король | 6 |
| 5 | c7 белый конь · f7 белый конь · b6 чёрный конь · d6 чёрная пешка · e6 белый ферзь · g6 чёрная пешка · b5 белый слон · c5 белая пешка · d4 чёрный король · f4 чёрный слон · a3 белая пешка · g3 чёрная пешка · b2 белая пешка · d2 чёрный конь · f2 белая пешка · g2 белый король | c7 белый конь · f7 белый конь · b6 чёрный конь · d6 чёрная пешка · e6 белый ферзь · g6 чёрная пешка · b5 белый слон · c5 белая пешка · d4 чёрный король · f4 чёрный слон · a3 белая пешка · g3 чёрная пешка · b2 белая пешка · d2 чёрный конь · f2 белая пешка · g2 белый король | c7 белый конь · f7 белый конь · b6 чёрный конь · d6 чёрная пешка · e6 белый ферзь · g6 чёрная пешка · b5 белый слон · c5 белая пешка · d4 чёрный король · f4 чёрный слон · a3 белая пешка · g3 чёрная пешка · b2 белая пешка · d2 чёрный конь · f2 белая пешка · g2 белый король | c7 белый конь · f7 белый конь · b6 чёрный конь · d6 чёрная пешка · e6 белый ферзь · g6 чёрная пешка · b5 белый слон · c5 белая пешка · d4 чёрный король · f4 чёрный слон · a3 белая пешка · g3 чёрная пешка · b2 белая пешка · d2 чёрный конь · f2 белая пешка · g2 белый король | c7 белый конь · f7 белый конь · b6 чёрный конь · d6 чёрная пешка · e6 белый ферзь · g6 чёрная пешка · b5 белый слон · c5 белая пешка · d4 чёрный король · f4 чёрный слон · a3 белая пешка · g3 чёрная пешка · b2 белая пешка · d2 чёрный конь · f2 белая пешка · g2 белый король | c7 белый конь · f7 белый конь · b6 чёрный конь · d6 чёрная пешка · e6 белый ферзь · g6 чёрная пешка · b5 белый слон · c5 белая пешка · d4 чёрный король · f4 чёрный слон · a3 белая пешка · g3 чёрная пешка · b2 белая пешка · d2 чёрный конь · f2 белая пешка · g2 белый король | c7 белый конь · f7 белый конь · b6 чёрный конь · d6 чёрная пешка · e6 белый ферзь · g6 чёрная пешка · b5 белый слон · c5 белая пешка · d4 чёрный король · f4 чёрный слон · a3 белая пешка · g3 чёрная пешка · b2 белая пешка · d2 чёрный конь · f2 белая пешка · g2 белый король | c7 белый конь · f7 белый конь · b6 чёрный конь · d6 чёрная пешка · e6 белый ферзь · g6 чёрная пешка · b5 белый слон · c5 белая пешка · d4 чёрный король · f4 чёрный слон · a3 белая пешка · g3 чёрная пешка · b2 белая пешка · d2 чёрный конь · f2 белая пешка · g2 белый король | 5 |
| 4 | c7 белый конь · f7 белый конь · b6 чёрный конь · d6 чёрная пешка · e6 белый ферзь · g6 чёрная пешка · b5 белый слон · c5 белая пешка · d4 чёрный король · f4 чёрный слон · a3 белая пешка · g3 чёрная пешка · b2 белая пешка · d2 чёрный конь · f2 белая пешка · g2 белый король | c7 белый конь · f7 белый конь · b6 чёрный конь · d6 чёрная пешка · e6 белый ферзь · g6 чёрная пешка · b5 белый слон · c5 белая пешка · d4 чёрный король · f4 чёрный слон · a3 белая пешка · g3 чёрная пешка · b2 белая пешка · d2 чёрный конь · f2 белая пешка · g2 белый король | c7 белый конь · f7 белый конь · b6 чёрный конь · d6 чёрная пешка · e6 белый ферзь · g6 чёрная пешка · b5 белый слон · c5 белая пешка · d4 чёрный король · f4 чёрный слон · a3 белая пешка · g3 чёрная пешка · b2 белая пешка · d2 чёрный конь · f2 белая пешка · g2 белый король | c7 белый конь · f7 белый конь · b6 чёрный конь · d6 чёрная пешка · e6 белый ферзь · g6 чёрная пешка · b5 белый слон · c5 белая пешка · d4 чёрный король · f4 чёрный слон · a3 белая пешка · g3 чёрная пешка · b2 белая пешка · d2 чёрный конь · f2 белая пешка · g2 белый король | c7 белый конь · f7 белый конь · b6 чёрный конь · d6 чёрная пешка · e6 белый ферзь · g6 чёрная пешка · b5 белый слон · c5 белая пешка · d4 чёрный король · f4 чёрный слон · a3 белая пешка · g3 чёрная пешка · b2 белая пешка · d2 чёрный конь · f2 белая пешка · g2 белый король | c7 белый конь · f7 белый конь · b6 чёрный конь · d6 чёрная пешка · e6 белый ферзь · g6 чёрная пешка · b5 белый слон · c5 белая пешка · d4 чёрный король · f4 чёрный слон · a3 белая пешка · g3 чёрная пешка · b2 белая пешка · d2 чёрный конь · f2 белая пешка · g2 белый король | c7 белый конь · f7 белый конь · b6 чёрный конь · d6 чёрная пешка · e6 белый ферзь · g6 чёрная пешка · b5 белый слон · c5 белая пешка · d4 чёрный король · f4 чёрный слон · a3 белая пешка · g3 чёрная пешка · b2 белая пешка · d2 чёрный конь · f2 белая пешка · g2 белый король | c7 белый конь · f7 белый конь · b6 чёрный конь · d6 чёрная пешка · e6 белый ферзь · g6 чёрная пешка · b5 белый слон · c5 белая пешка · d4 чёрный король · f4 чёрный слон · a3 белая пешка · g3 чёрная пешка · b2 белая пешка · d2 чёрный конь · f2 белая пешка · g2 белый король | 4 |
| 3 | c7 белый конь · f7 белый конь · b6 чёрный конь · d6 чёрная пешка · e6 белый ферзь · g6 чёрная пешка · b5 белый слон · c5 белая пешка · d4 чёрный король · f4 чёрный слон · a3 белая пешка · g3 чёрная пешка · b2 белая пешка · d2 чёрный конь · f2 белая пешка · g2 белый король | c7 белый конь · f7 белый конь · b6 чёрный конь · d6 чёрная пешка · e6 белый ферзь · g6 чёрная пешка · b5 белый слон · c5 белая пешка · d4 чёрный король · f4 чёрный слон · a3 белая пешка · g3 чёрная пешка · b2 белая пешка · d2 чёрный конь · f2 белая пешка · g2 белый король | c7 белый конь · f7 белый конь · b6 чёрный конь · d6 чёрная пешка · e6 белый ферзь · g6 чёрная пешка · b5 белый слон · c5 белая пешка · d4 чёрный король · f4 чёрный слон · a3 белая пешка · g3 чёрная пешка · b2 белая пешка · d2 чёрный конь · f2 белая пешка · g2 белый король | c7 белый конь · f7 белый конь · b6 чёрный конь · d6 чёрная пешка · e6 белый ферзь · g6 чёрная пешка · b5 белый слон · c5 белая пешка · d4 чёрный король · f4 чёрный слон · a3 белая пешка · g3 чёрная пешка · b2 белая пешка · d2 чёрный конь · f2 белая пешка · g2 белый король | c7 белый конь · f7 белый конь · b6 чёрный конь · d6 чёрная пешка · e6 белый ферзь · g6 чёрная пешка · b5 белый слон · c5 белая пешка · d4 чёрный король · f4 чёрный слон · a3 белая пешка · g3 чёрная пешка · b2 белая пешка · d2 чёрный конь · f2 белая пешка · g2 белый король | c7 белый конь · f7 белый конь · b6 чёрный конь · d6 чёрная пешка · e6 белый ферзь · g6 чёрная пешка · b5 белый слон · c5 белая пешка · d4 чёрный король · f4 чёрный слон · a3 белая пешка · g3 чёрная пешка · b2 белая пешка · d2 чёрный конь · f2 белая пешка · g2 белый король | c7 белый конь · f7 белый конь · b6 чёрный конь · d6 чёрная пешка · e6 белый ферзь · g6 чёрная пешка · b5 белый слон · c5 белая пешка · d4 чёрный король · f4 чёрный слон · a3 белая пешка · g3 чёрная пешка · b2 белая пешка · d2 чёрный конь · f2 белая пешка · g2 белый король | c7 белый конь · f7 белый конь · b6 чёрный конь · d6 чёрная пешка · e6 белый ферзь · g6 чёрная пешка · b5 белый слон · c5 белая пешка · d4 чёрный король · f4 чёрный слон · a3 белая пешка · g3 чёрная пешка · b2 белая пешка · d2 чёрный конь · f2 белая пешка · g2 белый король | 3 |
| 2 | c7 белый конь · f7 белый конь · b6 чёрный конь · d6 чёрная пешка · e6 белый ферзь · g6 чёрная пешка · b5 белый слон · c5 белая пешка · d4 чёрный король · f4 чёрный слон · a3 белая пешка · g3 чёрная пешка · b2 белая пешка · d2 чёрный конь · f2 белая пешка · g2 белый король | c7 белый конь · f7 белый конь · b6 чёрный конь · d6 чёрная пешка · e6 белый ферзь · g6 чёрная пешка · b5 белый слон · c5 белая пешка · d4 чёрный король · f4 чёрный слон · a3 белая пешка · g3 чёрная пешка · b2 белая пешка · d2 чёрный конь · f2 белая пешка · g2 белый король | c7 белый конь · f7 белый конь · b6 чёрный конь · d6 чёрная пешка · e6 белый ферзь · g6 чёрная пешка · b5 белый слон · c5 белая пешка · d4 чёрный король · f4 чёрный слон · a3 белая пешка · g3 чёрная пешка · b2 белая пешка · d2 чёрный конь · f2 белая пешка · g2 белый король | c7 белый конь · f7 белый конь · b6 чёрный конь · d6 чёрная пешка · e6 белый ферзь · g6 чёрная пешка · b5 белый слон · c5 белая пешка · d4 чёрный король · f4 чёрный слон · a3 белая пешка · g3 чёрная пешка · b2 белая пешка · d2 чёрный конь · f2 белая пешка · g2 белый король | c7 белый конь · f7 белый конь · b6 чёрный конь · d6 чёрная пешка · e6 белый ферзь · g6 чёрная пешка · b5 белый слон · c5 белая пешка · d4 чёрный король · f4 чёрный слон · a3 белая пешка · g3 чёрная пешка · b2 белая пешка · d2 чёрный конь · f2 белая пешка · g2 белый король | c7 белый конь · f7 белый конь · b6 чёрный конь · d6 чёрная пешка · e6 белый ферзь · g6 чёрная пешка · b5 белый слон · c5 белая пешка · d4 чёрный король · f4 чёрный слон · a3 белая пешка · g3 чёрная пешка · b2 белая пешка · d2 чёрный конь · f2 белая пешка · g2 белый король | c7 белый конь · f7 белый конь · b6 чёрный конь · d6 чёрная пешка · e6 белый ферзь · g6 чёрная пешка · b5 белый слон · c5 белая пешка · d4 чёрный король · f4 чёрный слон · a3 белая пешка · g3 чёрная пешка · b2 белая пешка · d2 чёрный конь · f2 белая пешка · g2 белый король | c7 белый конь · f7 белый конь · b6 чёрный конь · d6 чёрная пешка · e6 белый ферзь · g6 чёрная пешка · b5 белый слон · c5 белая пешка · d4 чёрный король · f4 чёрный слон · a3 белая пешка · g3 чёрная пешка · b2 белая пешка · d2 чёрный конь · f2 белая пешка · g2 белый король | 2 |
| 1 | c7 белый конь · f7 белый конь · b6 чёрный конь · d6 чёрная пешка · e6 белый ферзь · g6 чёрная пешка · b5 белый слон · c5 белая пешка · d4 чёрный король · f4 чёрный слон · a3 белая пешка · g3 чёрная пешка · b2 белая пешка · d2 чёрный конь · f2 белая пешка · g2 белый король | c7 белый конь · f7 белый конь · b6 чёрный конь · d6 чёрная пешка · e6 белый ферзь · g6 чёрная пешка · b5 белый слон · c5 белая пешка · d4 чёрный король · f4 чёрный слон · a3 белая пешка · g3 чёрная пешка · b2 белая пешка · d2 чёрный конь · f2 белая пешка · g2 белый король | c7 белый конь · f7 белый конь · b6 чёрный конь · d6 чёрная пешка · e6 белый ферзь · g6 чёрная пешка · b5 белый слон · c5 белая пешка · d4 чёрный король · f4 чёрный слон · a3 белая пешка · g3 чёрная пешка · b2 белая пешка · d2 чёрный конь · f2 белая пешка · g2 белый король | c7 белый конь · f7 белый конь · b6 чёрный конь · d6 чёрная пешка · e6 белый ферзь · g6 чёрная пешка · b5 белый слон · c5 белая пешка · d4 чёрный король · f4 чёрный слон · a3 белая пешка · g3 чёрная пешка · b2 белая пешка · d2 чёрный конь · f2 белая пешка · g2 белый король | c7 белый конь · f7 белый конь · b6 чёрный конь · d6 чёрная пешка · e6 белый ферзь · g6 чёрная пешка · b5 белый слон · c5 белая пешка · d4 чёрный король · f4 чёрный слон · a3 белая пешка · g3 чёрная пешка · b2 белая пешка · d2 чёрный конь · f2 белая пешка · g2 белый король | c7 белый конь · f7 белый конь · b6 чёрный конь · d6 чёрная пешка · e6 белый ферзь · g6 чёрная пешка · b5 белый слон · c5 белая пешка · d4 чёрный король · f4 чёрный слон · a3 белая пешка · g3 чёрная пешка · b2 белая пешка · d2 чёрный конь · f2 белая пешка · g2 белый король | c7 белый конь · f7 белый конь · b6 чёрный конь · d6 чёрная пешка · e6 белый ферзь · g6 чёрная пешка · b5 белый слон · c5 белая пешка · d4 чёрный король · f4 чёрный слон · a3 белая пешка · g3 чёрная пешка · b2 белая пешка · d2 чёрный конь · f2 белая пешка · g2 белый король | c7 белый конь · f7 белый конь · b6 чёрный конь · d6 чёрная пешка · e6 белый ферзь · g6 чёрная пешка · b5 белый слон · c5 белая пешка · d4 чёрный король · f4 чёрный слон · a3 белая пешка · g3 чёрная пешка · b2 белая пешка · d2 чёрный конь · f2 белая пешка · g2 белый король | 1 |
|   | a | b | c | d | e | f | g | h |   |

Троекратная жертва ферзя
1.Кg5!!
- 1. … Кр:c5 2.Ф:e3+! С:e3 3.Кge6#
- 1. … Сe5 2.Фd5+! К:d5 3.Кce6#
- 1. … d:c5 2.Фe4+! К:e4 3.Кf3#
- 1. … g:f2 2.Фf6+ Се5 3.Ф:f2#

Все маты правильные!